# Буртасово
Буртасово — деревня Судиславского района Костромской области в составе Калинковского сельского поселения.

## Название
Название деревни говорит о первоначальном этническом составе её населении — буртасах.

## История
Возникновение деревни относят к XII веку и, согласно отчёту археологической разведки 1990 года (Коровина, Плес. 1991 год) первоначально она располагалась ниже по течению реки Покши на 1 км.
В XVIII веке деревня сгорела. На картах Генерального межевания времён Екатерины место сгоревшей деревни показано как Горелая деревня (в начале XX века тут возник хутор Высоково). После пожара часть населения Буртасово была переведена помещиком на нынешнее место, остальная — в другие соседние деревни, в том числе была создана новая деревня Анисимово. Согласно планам 1774 года после пожара на новом месте оказалось 3 двора с пустошами Высоковой и Гостевой на 53 га.
Помещиками являлись родственные друг другу Карцевы, Мичурины и многие другие близкие роды. Крестьяне платили оброк. В 1840 году потомок исследователя Ледовитого океана Ф. И. Овцын оставил деревню своим племянникам Карцевым и Ватутиным.
В 1877 году в деревне было 11 дворов с 32 мужчинами и 20 женщинами. Общину возглавлял самый богатый мужик Шишкинской волости А.Крылов, который руководил волостью, скупал усадьбы, заводы, земли. Крестьяне занимались торговлей, отходничеством, лесозаготовками, ремеслами и пр. заработками, не связанными с землёй.
В начале XX века на противоположном берегу реки возникла усадьба богатых костромских дворян Барвинских. После октябрьского переворота в ней была школа, потом здание разобрали. Остались аллеи парка, декоративные кустарники и многолетние цветы, легенды о рыжеволосой дворянке Фаинушке. Это место так и называется «Фаинушка».
Расцвет деревни пришёлся на годы НЭПа. В 1924 году в деревне было 24 двора с 64 мужчинами и 85 женщинами.
В 60-е годы XX века к Буртасово была присоединена деревня Евково.
К концу XX века деревня обезлюдела. Все жители перебрались в города. Старинные дома сохранились как дачи костромичей, занятые потомками строителей деревни.
В 2004 году земли общей площадью 104 га в окрестностях деревни были выкуплены инициативной группой по созданию экопоселения.

## Население
| 2008 | 2010 | 2014 |
| ---- | ---- | ---- |
| 11   | →11  | ↘10  |

## Транспорт
К деревне от шоссе ведёт насыпная дорога, бетонный мост через реку.